# Julia Jones (Schauspielerin)

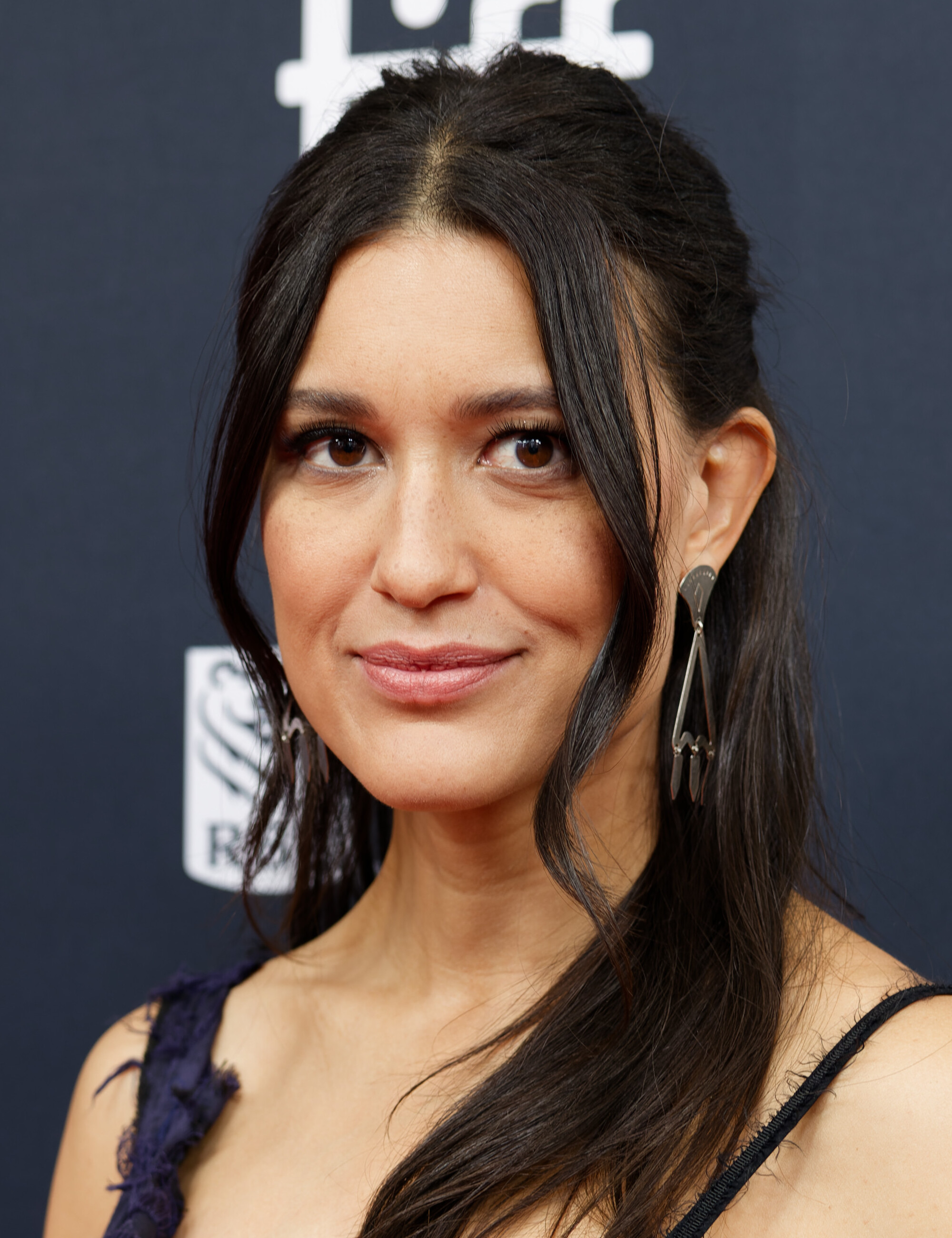
Julia Jones (2024)

Julia Jones (* 23. Januar 1981 in Boston, Massachusetts) ist eine US-amerikanische Schauspielerin.

## Leben
Sie besuchte schon als kleines Kind eine Ballettschule und hatte mit acht Jahren ihre ersten Auftritte in Werbespots. Sie modelte für Levi’s, Gap, Esprit und L’Oréal. Im Jahre 2010 bekam sie die Rolle der Twilight-Figur Leah Clearwater. In Eclipse – Biss zum Abendrot und in Breaking Dawn – Biss zum Ende der Nacht, Teil 1 spielt sie den grauen, launischen Werwolf bzw. die Schwester von Seth Clearwater (gespielt von Booboo Stewart).
Jones ist indianischer Abstammung und teils Chickasaw, teils Choctaw. Für ihre Rolle als Sammi in dem Indianerdrama Black Cloud wurde sie 2004 als beste Schauspielerin mit dem FAITA (First Americans In The Art) Award ausgezeichnet.
Jones war von 2012 bis 2013 mit dem Schauspieler Josh Radnor liiert.

## Filmografie
- 2003: The Look
- 2004: Black Cloud
- 2007: The Reckoning
- 2008: Hell Ride
- 2008: Three Priests
- 2008: California Indian
- 2008: Emergency Room – Die Notaufnahme (ER, Fernsehserie, 4 Episoden)
- 2010: Jonah Hex
- 2010: Eclipse – Biss zum Abendrot (The Twilight Saga: Eclipse)
- 2011: Breaking Dawn – Biss zum Ende der Nacht, Teil 1 (The Twilight Saga: Breaking Dawn – Part 1)
- 2012: In Plain Sight – In der Schusslinie (In Plain Sight, Fernsehserie, Episode 5x03)
- 2012: Breaking Dawn – Biss zum Ende der Nacht, Teil 2 (The Twilight Saga: Breaking Dawn – Part 2)
- 2012: Missed Connections
- 2013: Ein Erbe voller Überraschungen (The Thanksgiving House, Fernsehfilm)
- 2015: Longmire (Fernsehserie, 4 Episoden)
- 2015: Die lächerlichen Sechs (The Ridiculous 6)
- 2017: High School Lover
- 2017: Wind River
- 2017: High School Lover
- 2018: Angelique's Isle
- 2018: Westworld (Fernsehserie, 2 Episoden)
- 2019: Goliath (Fernsehserie, 6 Episoden)
- 2019: Hard Powder (Cold Pursuit)
- 2019: The Mandalorian (Fernsehserie, Episode 1x04)
- 2020: Clover
- 2020: Denk wie ein Hund (Think Like a Dog)
- 2021–2023: Der Geist und Molly McGee (The Ghost and Molly McGee, Fernsehserie, Stimme von Miss Lightfoot, 7 Episoden)
- 2021: Rutherford Falls (Fernsehserie, 9 Episoden)
- 2021–2022: Dexter: New Blood (Fernsehserie, 10 Episoden)
- 2023: Echo (Fernsehserie, Episode 1x01)
- 2024: Rez Ball